# 松村明 (俳優)
松村 明（まつむら あきら、1964年9月19日 - ）は、日本の俳優。劇団樹間舎を経て希楽星所属。以前は体重が84kgあったが、現在は59kg。特技は司会、MC、お笑い。

## 出演

### テレビドラマ
- 渡る世間は鬼ばかり（時期不明、TBS[1]）
- 大河ドラマ（NHK）
  - 太平記（1991年1月6日 - 12月8日）
  - 新選組! 第42回（2004年10月24日） - 藤吉 役
  - 青天を衝け（2021年）
- まさか、私が（1991年10月7日 - 12月27日、東海テレビ）
- 火曜サスペンス劇場（日本テレビ）
  - 悪の鎖（1992年8月4日）
  - 夜の事情（1994年1月25日）
- 君のためにできること 第10話（1992年9月7日、フジテレビ）
- ツインズ教師 第2話（1993年4月、テレビ朝日）
- イエローカード（1993年7月2日 - 9月24日、TBS）
- 悪魔のKISS 第1話（1993年7月7日、フジテレビ）
- 菊亭八百善の人びと 幻の高級江戸料理!美人女将の細腕繁盛記（1994年2月3日、テレビ朝日）
- 忍者戦隊カクレンジャー 第9話（1994年4月15日、テレビ朝日） - ダサい男・ドロタボウの声 役
- 金曜時代劇 十時半睡事件帖（1994年9月16日 - 1995年3月17日、NHK） - 大野忠助 役
- 29歳のクリスマス 第4話（1994年11月10日、フジテレビ）
- STATION （1995年1月14日 - 3月11日、日本テレビ）
- 連続テレビ小説（NHK）
  - 春よ、来い 第2部 第173回（1995年4月27日）
  - こころ 第16週 第92回（2003年7月15日）
- 日曜ドラマ 照柿（1995年11月12日 - 12月17日、NHK BS2）
- 世にも奇妙な物語シリーズ（フジテレビ）
  - 世にも奇妙な物語 冬の特別編「先生の『あんなこと』」（1996年1月4日） - 同僚教師 役
  - 世にも奇妙な物語 春の特別編「レンタル・ラブ」（2003年3月24日、フジテレビ） - 父親ロボット 役
- はるちゃん（1996年9月30日 - 12月27日、東海テレビ）
- こんな私に誰がした（1996年10月15日 - 12月17日、フジテレビ）
- 新・木曜の怪談 怪奇倶楽部（学校の七不思議編）第6回「天邪鬼」（1996年11月21日	、フジテレビ）
- 新・半七捕物帳 第14話「絵馬」（1997年、NHK）
- 月曜ドラマスペシャル 向田邦子終戦特別企画 「蛍の宿」（1997年8月4日、TBS）
- 初春ドラマスペシャル 人情馬鹿物語（1998年1月1日、テレビ東京）
- お仕事です! 第3話（1998年4月30日、フジテレビ）
- ガラスの仮面2 第6話 - 第11話（1998年5月18日 - 6月22日、テレビ朝日）
- 青い鳥症候群 第5話（1999年11月13日、テレビ朝日）
- 平成夫婦茶碗〜ドケチの花道〜 最終話（2000年3月15日、日本テレビ）
- ショカツ 第3話（2000年4月25日、関西テレビ）
- 女同士（2000年7月3日 - 9月22日、東海テレビ） - セクハラ面接官 役
- 涙をふいて 第4話（2000年11月1日、フジテレビ）
- 新春ワイド時代劇 宮本武蔵（2001年1月2日、テレビ東京）
- 女優・杏子（2001年1月4日 - 3月30日、東海テレビ）
- ココだけの話 第2回「ふたりの会話」（2001年1月20日、テレビ朝日）
- HERO 第10話（2001年3月12日、フジテレビ）
- 新・お水の花道 第3話・第5話（2001年4月24日・5月8日、フジテレビ）
- ギンザの恋 第6話（2002年2月11日、読売テレビ）
- 恋するトップレディ 第7話（2002年2月19日、関西テレビ）
- 整形美人。 第1話（2002年4月9日、フジテレビ）
- 天体観測 第10話（2002年9月3日、関西テレビ）
- ナースのお仕事4 最終話（2002年9月24日、フジテレビ）
- お見合い放浪記 第2週「白雪姫に毒リンゴを」第6回（2002年10月15日、NHK総合）
- メッセージ〜言葉が裏切っていく〜（2003年1月13日 - 3月10日、日本テレビ） - 結婚詐欺師 役
- WATER BOYS 第4話・第9話（2003年7月22日・8月26日、フジテレビ）
- Dr.コトー診療所 最終話（2003年9月11日、フジテレビ）
- プレミアムステージ 新春ドラマスペシャル Dr.コトー診療所 特別編・第2夜（2004年1月10日、フジテレビ）
- 金曜エンタテイメント「京都食い道楽!古本屋探偵ミステリー2 ～夏目漱石に秘められた哀しい恋文～」（2004年5月28日、フジテレビ） - 休憩所の男 役
- ガチバカ!（2006年1月19日 - 3月23日、TBS） - オヤジ 役
- ブスの瞳に恋してる 第6話（2006年5月16日、関西テレビ） - 記者 役
- 月曜ゴールデン（TBS）
  - 自治会長 糸井緋芽子 社宅の事件簿 8（2007年2月19日） - 第一発見者 役
  - ヤメ刑探偵 加賀美塔子2（2012年11月26日） - 長谷川 役
- 復讐するは我にあり（2007年3月28日、テレビ東京） - 記者 役
- 冗談じゃない! 最終話（2007年6月24日、TBS） - 料理長 役
- ドラマW『誘拐　KIDNAPPING』（2009年8月2日、WOWOW） - 魚屋 役
- 土曜プレミアム 新・美味しんぼ3（2009年11月14日、フジテレビ） - 営業部長 役
- マジすか学園2 第9話（2011年6月11日、テレビ東京） センターの父 役
- 水曜ミステリー9 偽証法廷（2012年4月4日、テレビ東京） - 農夫 役
- ドラマパラビ 働かざる者たち 第3話（2020年9月10日、テレビ東京） - 吉田源二 役
- TOKYO VICE 第2話（2022年4月、HBO Max・WOWOW） - ゲームセンター店長 役
- 元彼の遺言状 第9話・第10話（2022年6月6日・13日、フジテレビ）

### テレビ
- あんぜんパトロール（1988年 - 1993年、NHK教育） - 隊長[1][2]
- 中居正広の金曜日のスマたちへ[1]
- 踊る!さんま御殿!![1]
- SMAP×SMAP[1]
- 中居正広の怪しい噂の集まる図書館[1]
- 心ゆさぶれ!先輩ROCK YOU[1]
- 天才!志村どうぶつ園 特別編4[1]

### 映画
- ノロイ（2005年8月20日、ザナドゥー） - スポンサー 役[1]
- 絶対恐怖 Booth ブース（2005年11月5日、日本出版販売＝スローラーナー）[1]

### PV
- 上戸彩 3rdシングル「Hello」（2003年2月26日、FLIGHT MASTER）[1]

### ラジオ
- ことばの教室（NHKラジオ第2放送）[2]
- FMシアター（NHK-FM）[2]
- TBSラジオ図書館（TBSラジオ）[2]
- 新語流行語ダイジェスト[2]

### ボイスオーバー
- コロンブスのゆで卵[2]
- 地球がレストラン[2]

### イベント
- トッパン[2]
- サンクス[2]